# Polycnemoideae
Les Polycnemoideae són una petita subfamília botànica de les amarantàcies , encara que tradicionalment pertanyia a l'antiga família de les quenopodiàcies.
Filogenèticament representen un llinatge evolutiu basal dins de la seva família. Les poques espècies relictuals que tenen es distribueixen a Euràsia i el nord d'Àfrica, Amèrica del Nord i Austràlia.

## Descripció
Polycnemoideae comprèn petites herbes (algunes espècies lleugerament lignificades es poden considerar com un petit arbust). La subfamília es distingeix de tots els altres membres de les amarantàcies pel creixement secundari normal. Les fulles (alternes o oposades) solen ser linears o subulades. Els estomes de les fulles estan disposats en paral·lel als nervis.
Les flors (bisexuals, sèssils, solitàries) surten a l'axil·la d'una bràctea i dues bractèoles. El periant (amb una sola capa com en totes les amarantàcies) està format per tèpals escariosos, blancs o rosats. L'androceu consta d'entre un a cinc estams amb els seus filaments units en un tub (com a la subfamília Amaranthoideae). Les anteres només tenen un lòbul i dos sacs pol·línics (biloculars, com a la subfamília Gomphrenoideae). En els fruits, els tèpals mai es modifiquen de manera visible, com passa en altres subfamíles de les amarantàcies on són persistents i es modifiquen en forma d'ales, espines...

## Evolució
Polycnemoideae va començar a divergir de les  Amaranthaceae (sensu stricto) a l'Eocè. A l'Oligocè, la subfamília es va dividir en un llinatge a l'hemisferi nord (que seria l'avantpassat de Polycnemum)  i un altre predominantment a l'hemisferi sud (amb els avantpassats de Hemichroa i Surreya). S'assumeix una connexió antàrtica d'aquests avantpassats del sud. El gènere Nitrophila es va desenvolupar a Amèrica del Sud i es va dispersar més tard cap a l'Amèrica del Nord. Els gèneres de la subfamília es van diversificar durant el Miocè i el Pliocè. Les poques espècies existents actualment semblarien ser relictuals, testimonis de millors moments passats.

## Taxonomia i distribució
La posició intrafamiliar de les Polycnemoideae ha estat durant molt de temps una qüestió controvertida. El tàxon va ser reconegut l'any 1827 com una tribu dins de la família quenopodiàcies per Dumortier. Més tard, l'any 1849, va ser considerada part de la família tradicional de les amarantàcies (sensu stricto) per Alfred Moquin-Tandon. Oskar Eberhard Ulbrich, el 1934, va proposar que fos una subfamilia de nou dins de les quenopodiàcies. Actualment, degut precisament a la posició intermèdia d'aquesta subfamília, s'ha cregut convenient reunir a les dues famílies tradicionals dins de les amarantàcies (en senti ampli)
Així, els representants d'aquesta subfamília estarien situats evolutivament a la base de les altres dues famílies, tal com mostra la imatge adjunta. Si  les Polycnemoideae s'incloïen dins de les quenopodiàcies, llavors (filogenèticament) s'havien d'incloure també tots els representants de les amarantàcies.

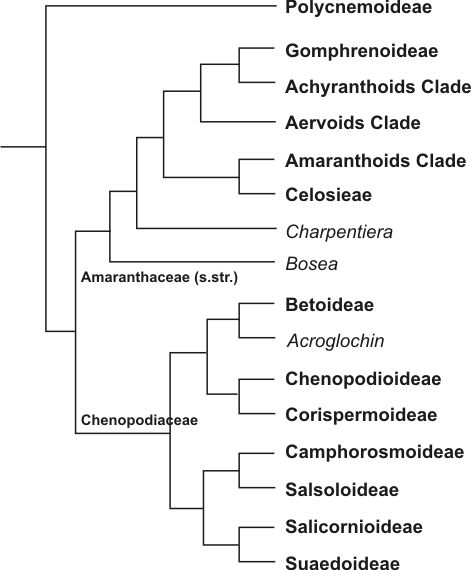
Cladograma de les Amaranthaceae

Si es volia separar a la subfamília de les Polycnemoideae i se li donava categoria de família pròpia, llavors si que es podrien mantenir les dos famílies de les quenopodiàcies i amarantàcies com a dos clades monofilètics
Les Polycnemoideae només comprenen una tribu, Polycnemeae, amb quatre gèneres i 13 espècies:
- Hemichroa R.Br., amb fulles alternes, linears, suculentes. Una única espècie a Austràlia.
- Nitrophila S.Watson, amb fulles oposades i 4 espècies al continent americà.
- Polycnemum L., amb fulles alternes, subulades, no suculentes. Té 6 espècies a  Europa central i sud, nord oest d'Àfrica i Àsia central.
- Surreya R. Masson & G. Kadereit, Dos espècies australianes[3]

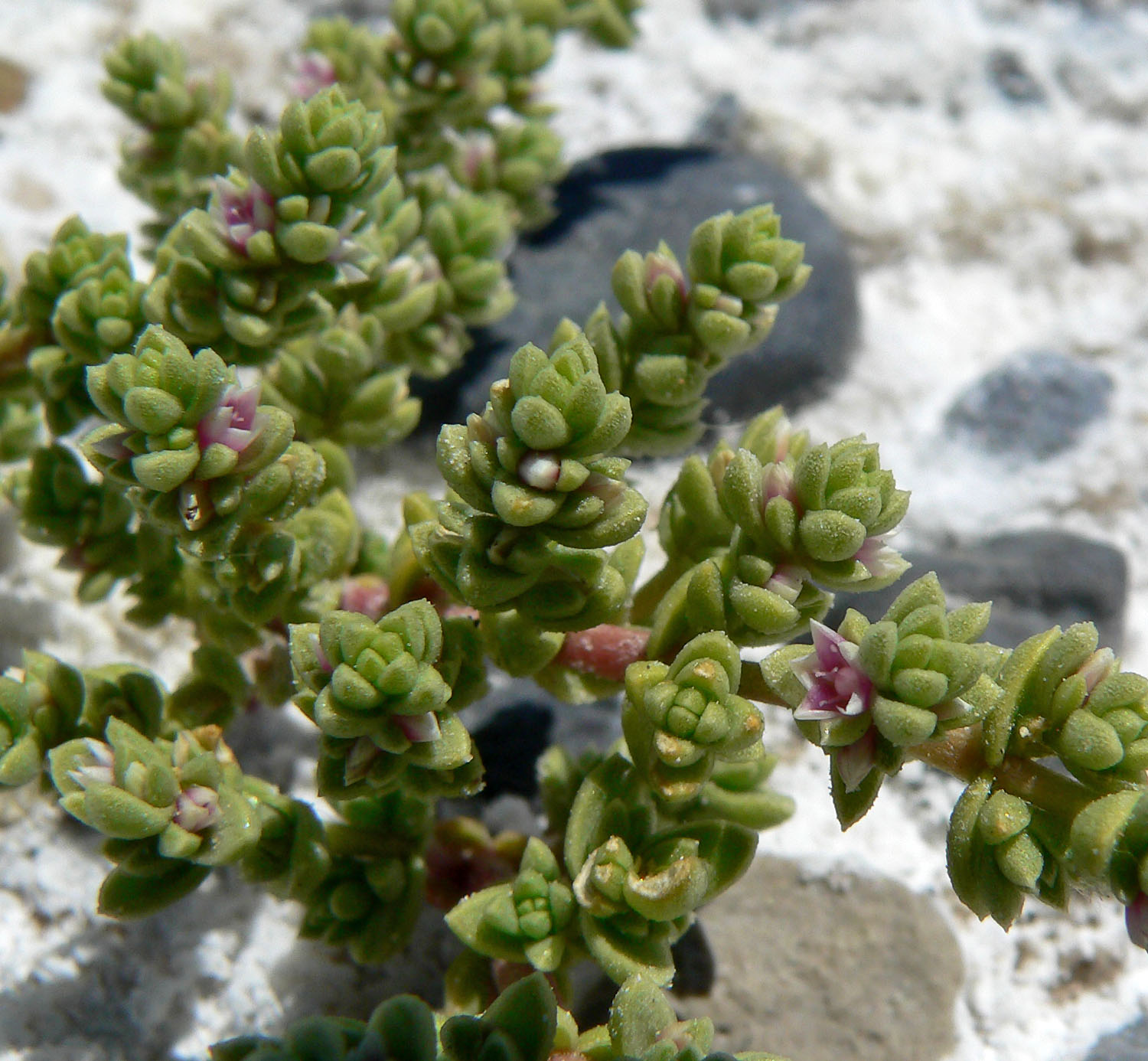
Nitrophila mohavensis
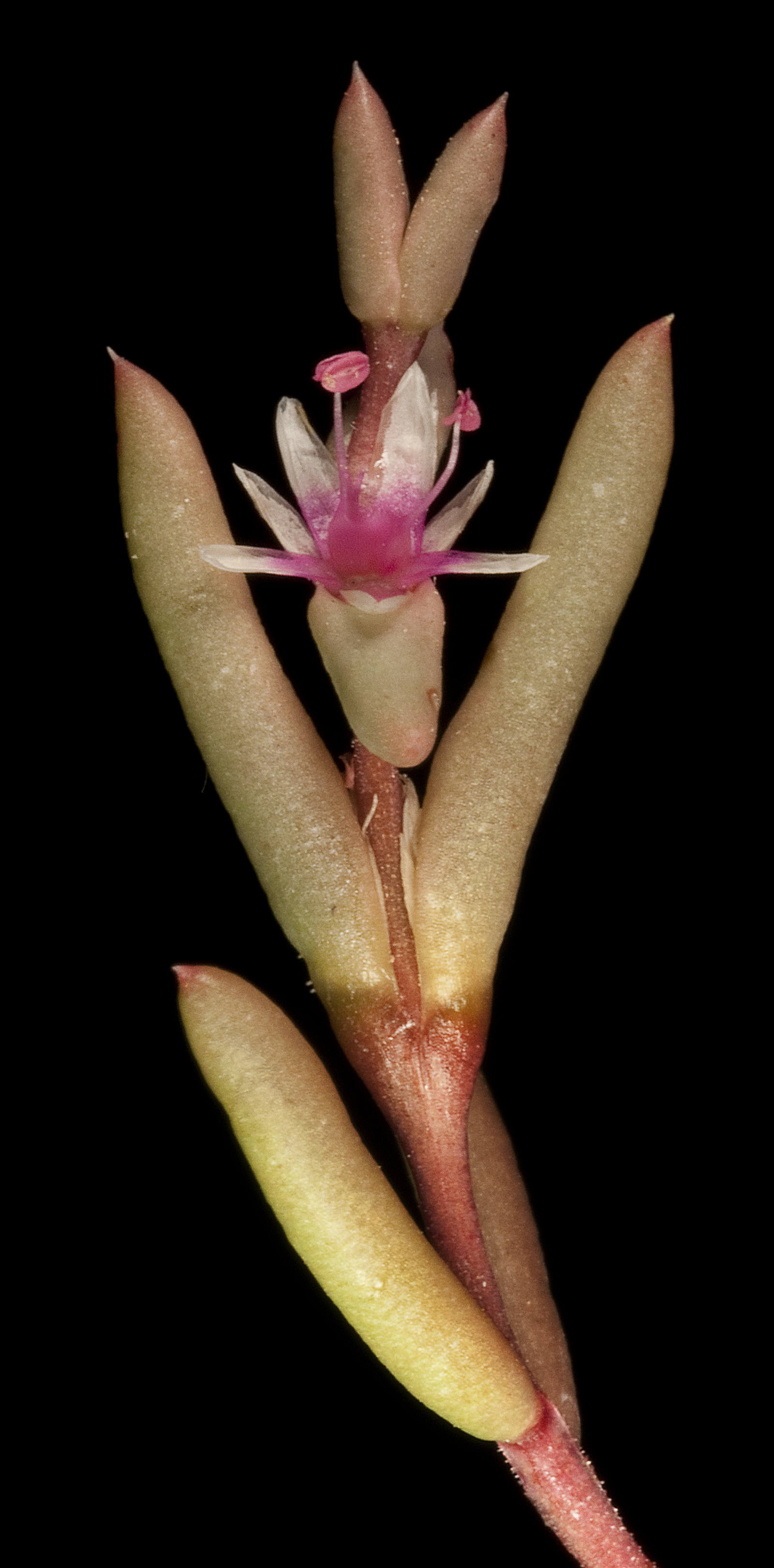
Hemichroa diandra
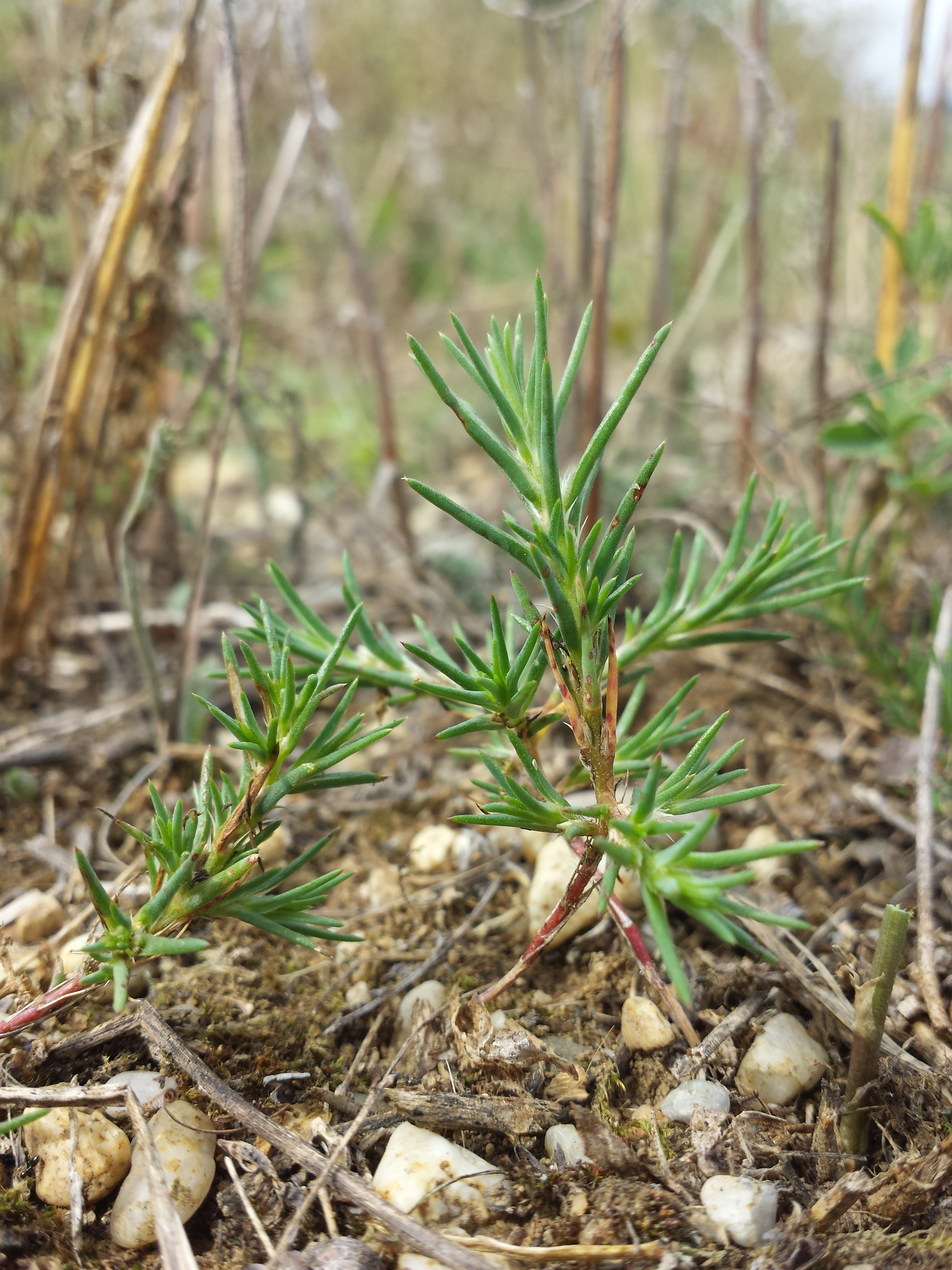
Polycnemum majus